# Bourneville
Bourneville era una comuna francesa situada en el departamento de Eure, de la región de Normandía, que el 1 de enero de 2016 pasó a ser una comuna delegada de la comuna nueva de Bourneville-Sainte-Croix al fusionarse con la comuna de Sainte-Croix-sur-Aizier.

## Demografía
| Gráfica de evolución demográfica de Bourneville entre 1800 y 2013 |
|                                                                   |

Los datos demográficos contemplados en este gráfico de la comuna de Bourneville se han cogido de 1800 a 1999 de la página francesa EHESS/Cassini, y los demás datos de la página del INSEE.